# 世界の新聞
世界の新聞（せかいのしんぶん）では、世界各国の新聞のうち部数の多いものを記載する。
世界新聞協会の2010年の調査では、世界で最も新聞の発行部数の多い国のトップは中華人民共和国で1億1,078万部である。2位がインドの1億993万部、3位が日本で5,043万部と続く。4位は米国の4,857万部、5位はドイツの1,974万部であった。2019年の調査では上位10紙の中、全紙がアジアの新聞で、4紙が日本の新聞であった。
欧米で部数の多い新聞は、有名人のゴシップやヌードなどを掲載する大衆紙が多い。
1990年は旧ソ連の『プラウダ』が2,150万部を発行し、ギネスブックに登録されていたが、今は158万部（2005年調査）である。同じく旧ソ連時代の週刊紙『Argumenty i fakty』は3,350万部発行され、やはりギネス登録されていた。